# Sekka tomurai zashi
Sekka tomurai zashi (雪華葬刺し, La dona tatuada) és una pel·lícula de drama eròtic japonesa dirigida per Yōichi Takabayashi del 1981, basada en una novel·la de Baku Akae.

## Argument
Akane és una jove de pell molt clara que vol complir el desig fetitxista de la seva parella amorosa Fujeda i d'ella mateixa, un gran Tatuatge Irezumi (un esperit d'aigua en batalla amb un drac) decorat a l'esquena i les natges. És per això que ella va a Kyōto en nom seu, a un mestre d'aquest art antic qui ha desenvolupat la seva pròpia tècnica molt especial al llarg dels anys i només accepta si l'Akane hi està d'acord. Segons la seva opinió, el cos i, per tant, també la pell del seu "objecte d'art" femení només es relaxa a la seva absoluta satisfacció si és penetrada per un home durant el seu treball i es manté en la postura anomenada dona dominant. El jove Harutsune, aprenent del mestre tatuador Kyogoro, abraça l'Akane amb força i tendresa mentre el vell està devotament ocupat amb el seu art. Vol crear la seva darrera obra mestra d'aquest tipus i ja sent que està a prop de la mort. Sota la tortura permanent amb les agulles, però, no només la pell d'Akane canvia cada cop més: la jove aviat comença a gaudir dels dolors i de la seva creixent luxúria i a partir d'aleshores també canvia mentalment, fins i tot abandona parcialment la submissió total al seu amant Fujeda.
Tanmateix, entrellaçat en aquesta història a tres bandes hi ha un drama familiar que afecta el mestre i el seu alumne. Fa molts anys, el vell havia embellit la seva pròpia dona Haruna en circumstàncies semblants, violant-la i deixant-la embarassada, després de la qual cosa restà ferit per sempre. Ara l'aprenent Harutsune resulta ser el seu propi fill que, després de descobrir les circumstàncies reals, vol venjar la vergonya que va patir la seva mare en aquell moment.

## Repartiment
- Tomisaburō Wakayama: Mestre Kyogoro
- Masayo Utsunomiya: Akane
- Masaki Kyōmoto: Alumne Harutsune
- Yūsuke Takita: Fujeda
- Naomi Shiraishi: Haruna
- Harue Kyō: Katsuko
- Taiji Tonoyama: Horiatsu

## Recepció
Fou presentada a la Quinzena de Cineastes del 35è Festival Internacional de Cinema de Canes.